# Halowe Mistrzostwa Świata w Lekkoatletyce 1987 – bieg na 3000 m mężczyzn
Bieg na 3000 metrów mężczyzn – jedna z konkurencji biegowych rozgrywanych podczas halowych mistrzostw świata w hali Hoosier Dome w Indianapolis. Eliminacje zostały rozegrane 6 marca, a bieg finałowy 8 marca 1987. Zwyciężył reprezentant Irlandii Frank O’Mara. Tytułu zdobytego na światowych igrzyskach halowych w 1985 nie bronił João Campos z Portugalii.

## Rezultaty

### Eliminacje
Rozegrano 2 biegi eliminacyjne, do których przystąpiło 18 biegaczy. Awans do finału dawało zajęcie jednego z pierwszych trzech miejsc w swoim biegu (Q). Skład finału uzupełniło czterech zawodników z najlepszym czasem wśród przegranych (q).
Opracowano na podstawie materiału źródłowego.

#### Bieg 1
| Miejsce | Zawodnik                | Czas    | Uwagi |
| ------- | ----------------------- | ------- | ----- |
| 1       | Paul Donovan            | 7:58,05 | Q     |
| 2       | Terry Brahm             | 7:58,17 | Q     |
| 3       | Mark Rowland            | 7:58,47 | Q     |
| 4       | Dietmar Millonig        | 7:58,74 |       |
| 5       | Bruno Levant            | 7:59,47 |       |
| 6       | Raf Wyns                | 8:01,08 |       |
| 7       | Carey Nelson            | 8:11,72 |       |
| 8       | Wilson Waigwa           | 8:17,23 |       |
| –       | Alessandro Lambruschini | DNF     |       |

| Miejsce | Zawodnik          | Czas    | Uwagi       |
| ------- | ----------------- | ------- | ----------- |
| 1       | Frank O’Mara      | 7:54,07 | Q,          |
| 2       | Doug Padilla      | 7:54,58 | Q           |
| 3       | Pascal Thiébaut   | 7:54,79 | Q           |
| 4       | Julius Kariuki    | 7:54,83 | q           |
| 5       | Jacinto Navarrete | 7:55,37 | q,          |
| 6       | Uwe Mönkemeyer    | 7:55,39 | q           |
| 7       | Mogens Guldberg   | 7:56,02 | q           |
| 8       | Mauricio González | 7:56,99 | [ 1 ] [ 2 ] |
| 9       | Billy Dee         | 8:08,98 |             |
| –       | Freddy Báez       | DNS     |             |

### Finał
Opracowano na podstawie materiału źródłowego.
| Miejsce | Zawodnik          | Czas    |
| ------- | ----------------- | ------- |
| 1       | Frank O’Mara      | 8:03,32 |
| 2       | Paul Donovan      | 8:03,89 |
| 3       | Terry Brahm       | 8:03,92 |
| 4       | Mark Rowland      | 8:04,27 |
| 5       | Doug Padilla      | 8:05,55 |
| 6       | Julius Kariuki    | 8:06,77 |
| 7       | Pascal Thiébaut   | 8:08,72 |
| 8       | Mogens Guldberg   | 8:10,25 |
| 9       | Jacinto Navarrete | 8:11,89 |
| 10      | Uwe Mönkemeyer    | 8:12,41 |